# La madre (film 1989)
La madre è un film del 1989 diretto da Gleb Panfilov.
Fu presentato in concorso al Festival di Cannes 1990.

## Riconoscimenti
- 1990 - Festival di Cannes
  - Premio per il contributo artistico
- 1990 - European Film Awards
  - Miglior attore non protagonista (Dmitrij Pevcov)